# Tilmann Buddensieg

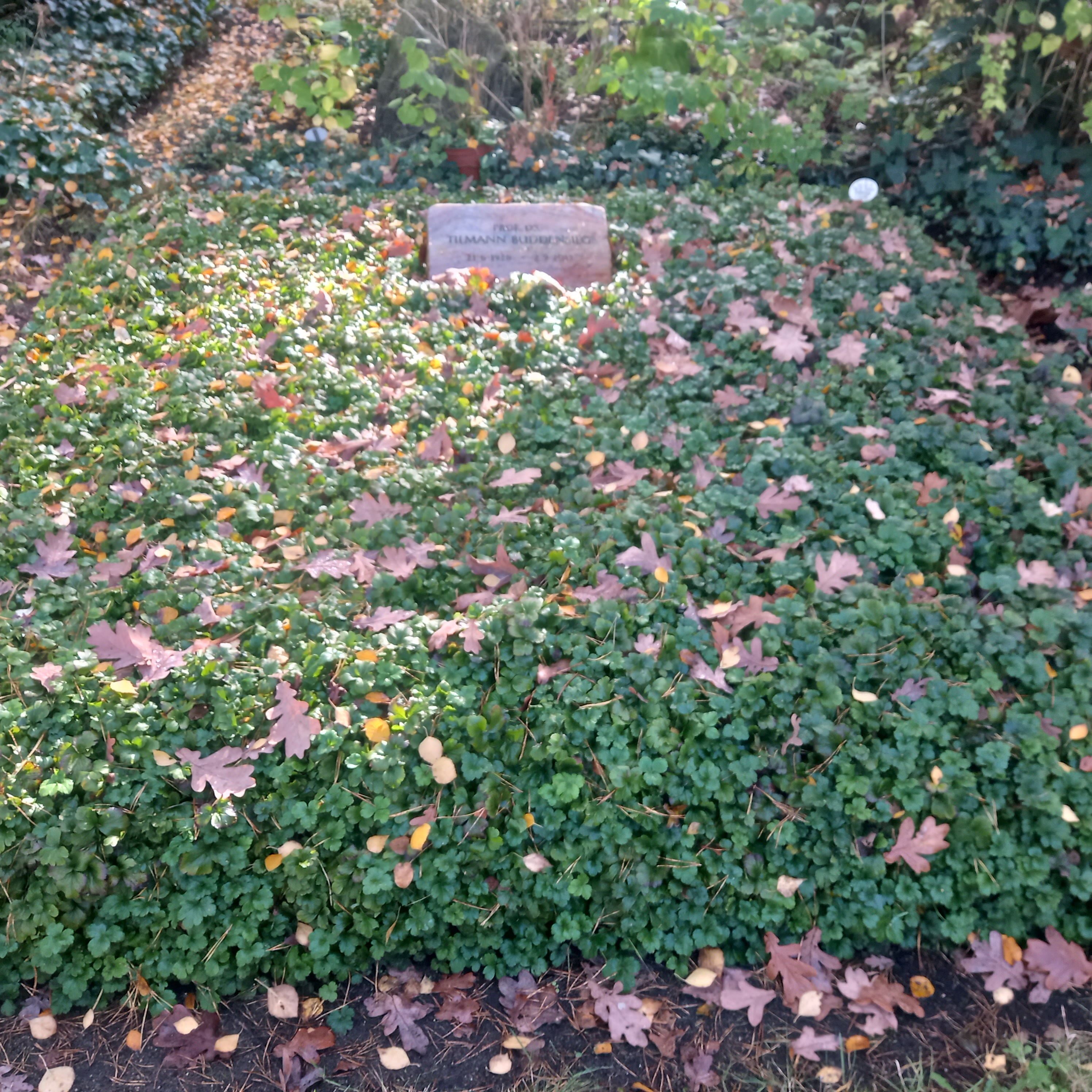
Das Grab von Tilmann Buddensieg auf dem Waldfriedhof Zehlendorf in Berlin

Tilmann Buddensieg (* 21. Juni 1928 in Berlin; † 2. September 2013 in München) war ein deutscher Kunsthistoriker.

## Leben
Tilmann Buddensieg, der älteste Sohn des Schriftstellers Hermann Buddensieg (1893–1976), studierte Kunstgeschichte, Klassische und Christliche Archäologie und Byzantinistik. Er wurde 1956 an der Universität zu Köln mit einer Arbeit über Das Basler Antependium in Paris promoviert. Nach der Promotion war er bis 1957 zunächst Volontär am Museum für Kunst und Gewerbe in Hamburg. Von 1962 bis 1965 war er Assistent am Kunsthistorischen Institut der Freien Universität Berlin. Im Jahr 1965 habilitierte er sich an der FU Berlin mit einer Arbeit über Das Nachleben antiker Architektur und Skulptur in Rom. Seit 1968 war er ordentlicher Professor für Kunstgeschichte an der FU Berlin. Berufungen an die Universitäten Heidelberg (1968), Yale (1968) und Harvard (1972) lehnte er ab. Im Jahr 1978 wurde er auf eine Professur an der Universität Bonn berufen, wo er bis zu seiner Emeritierung 1993 lehrte. Seit 1995 war er Honorarprofessor an der Humboldt-Universität zu Berlin.
Buddensieg lebte in Berlin und München. Kinder von Tilmann Buddensieg sind die Architektin Sedina Buddensieg, die Graphik Designerin Laura Buddensieg und der Fotograf Tobias Buddensieg (1955–2010), Felix Buddensieg und Lionel Buddensieg.
Tilmann Buddensieg starb 2013 im Alter von 85 Jahren in München. Sein Grab befindet sich auf dem Waldfriedhof Zehlendorf in Berlin.
Dokumente zu Friedrich Nietzsche aus dem Nachlass Buddensiegs wurden dem Nietzsche-Dokumentationszentrum in Naumburg vermacht.

## Akademische Grade
- Elève titulaire der École des Hautes Études Paris 1955
- Diplomé der École du Louvre Paris 1955
- Dr. phil. Köln 1956
- Habilitation 1965, Freie Universität Berlin
- M.A. hon. Cambridge Kings College 1974
- Honorarprofessur Humboldt-Universität Berlin 1995

## Stipendien und Fellowships
- Junior Fellow, Society of Fellows, Harvard University 1957–1960
- Stipendiat der Deutschen Forschungsgemeinschaft, Italien 1960–1962 und 1969
- Visiting Scholar am Warburg Institute in London
- Fellow am Kings College in Cambridge 1974
- Fellow Wissenschaftskolleg zu Berlin 1985/86
- Visiting Scholar, Getty Center for the History of Arts and Humanities, Santa Monica USA 1988–1989

## Mitgliedschaften (Auswahl)
- Comité International d’Histoire de l’Art, Section Allemande
- Kuratorium der Bibliotheca Hertziana, Rom 1968–1972
- Verband Deutscher Kunsthistoriker, Vorsitzender 1968–1972
- 1991–1999 Vorsitzender des Künstlerischen Beirates der KPM – Königliche Porzellan-Manufaktur Berlin GmbH
- Gutachter im Beirat des Senates für Stadtentwicklung und Umweltschutz Berlin
- 1992–1999 Mitglied des Beirates der Stiftung Einstein Forum Potsdam

## Schriften (Auswahl)
- Die Basler Altartafel Heinrichs II. In: Wallraf-Richartz-Jahrbuch 19, 1957, S. 133–192 (Dissertation).
- Le coffret en ivoire de Pola, Saint-Pierre et le Latran. In: Cahiers archéologiques 10, 1959, S. 157–200.
- (Hrsg.): Industriekultur. Peter Behrens und die AEG. Gebr. Mann Verlag, Berlin 1979, ISBN 3-7861-1155-3. (4. unveränderte Auflage 1993) / Englische Ausgabe: MIT Press, Cambridge / Mass. 1984, ISBN 0-262-02195-1.
- Die nützlichen Künste. Gestaltende Technik und bildende Kunst seit der industriellen Revolution. Quadriga Verlag, Berlin 1981, ISBN 3-88679-001-0.
- Villa Hügel. Das Wohnhaus Krupp in Essen. Siedler Verlag, Berlin 1984 (2. überarbeitete Auflage 2001), ISBN 3-88680-102-0.
- Keramik in der Weimarer Republik 1919–1933. (Ausstellungskatalog). Electa, Mailand 1984. / Germanisches Nationalmuseum, Nürnberg 1985, ohne ISBN.
- (Hrsg.): Wissenschaften in Berlin. 3 Bände, Gebr. Mann Verlag, Berlin 1987, ISBN 3-7861-1501-X / ISBN 3-7861-1502-8 / ISBN 3-7861-1503-6.
- Nietzsches Italien. Verlag Klaus Wagenbach, Berlin 2002, ISBN 3-8031-3609-1.[3]